# Furcula bifida
Furcula bifida là một loài bướm đêm thuộc họ Notodontidae. Nó phân bố khắp châu Âu.

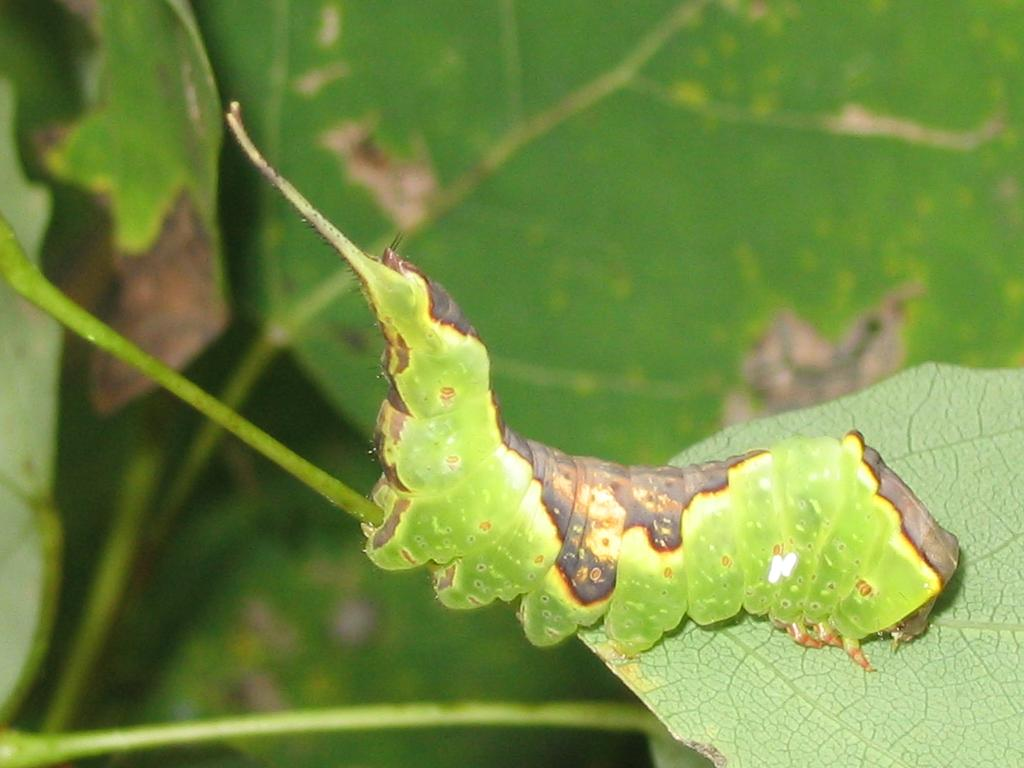
Sâu bướm

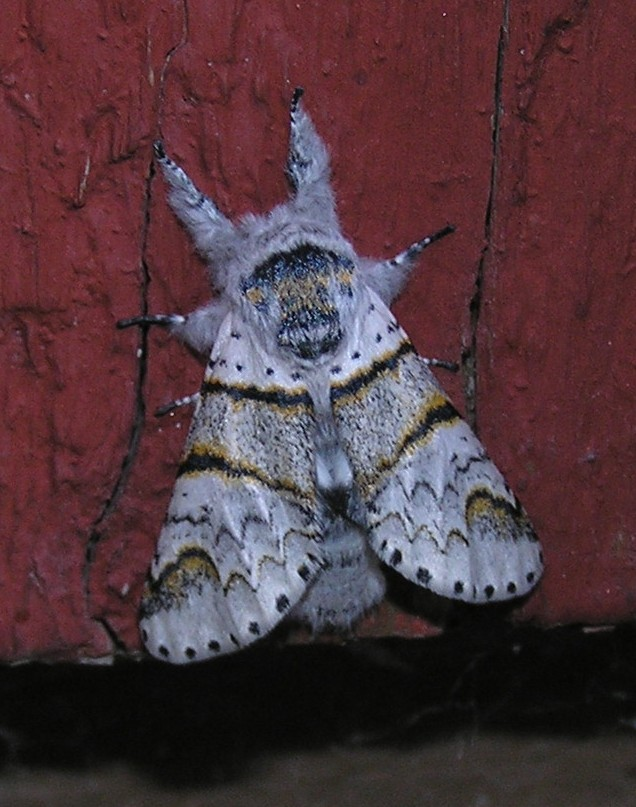

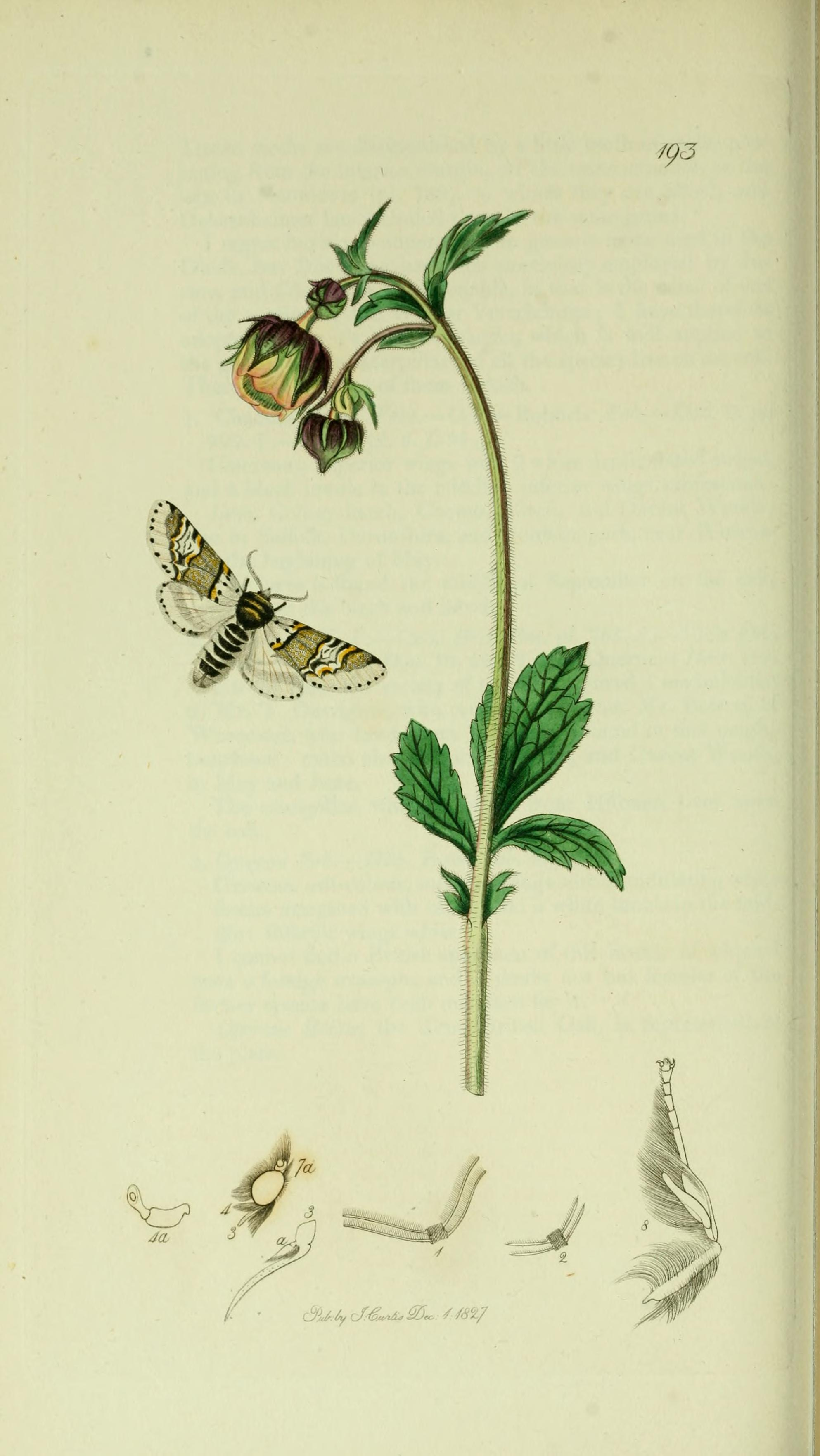
Minh họa từ John Curtis's British Entomology Volume 5

Loài này có cánh trước màu trắng với dải nâu rộng ở giữa và đốt màu nâu dọc rìa. Cánh sau cũng có màu trắng và các đốt màu nâu dọc rìa. Sải cánh dài 44–48 mm. Bướm bay từ at night từ tháng 5 đến tháng 7 và bị ánh sáng thu hút, con đực bị ánh sáng thu hút nhiều hơn con cái.

## Phân loài
- F. b. bifida
- F. b. lype
- F. b. urocera